# Verlagseinband

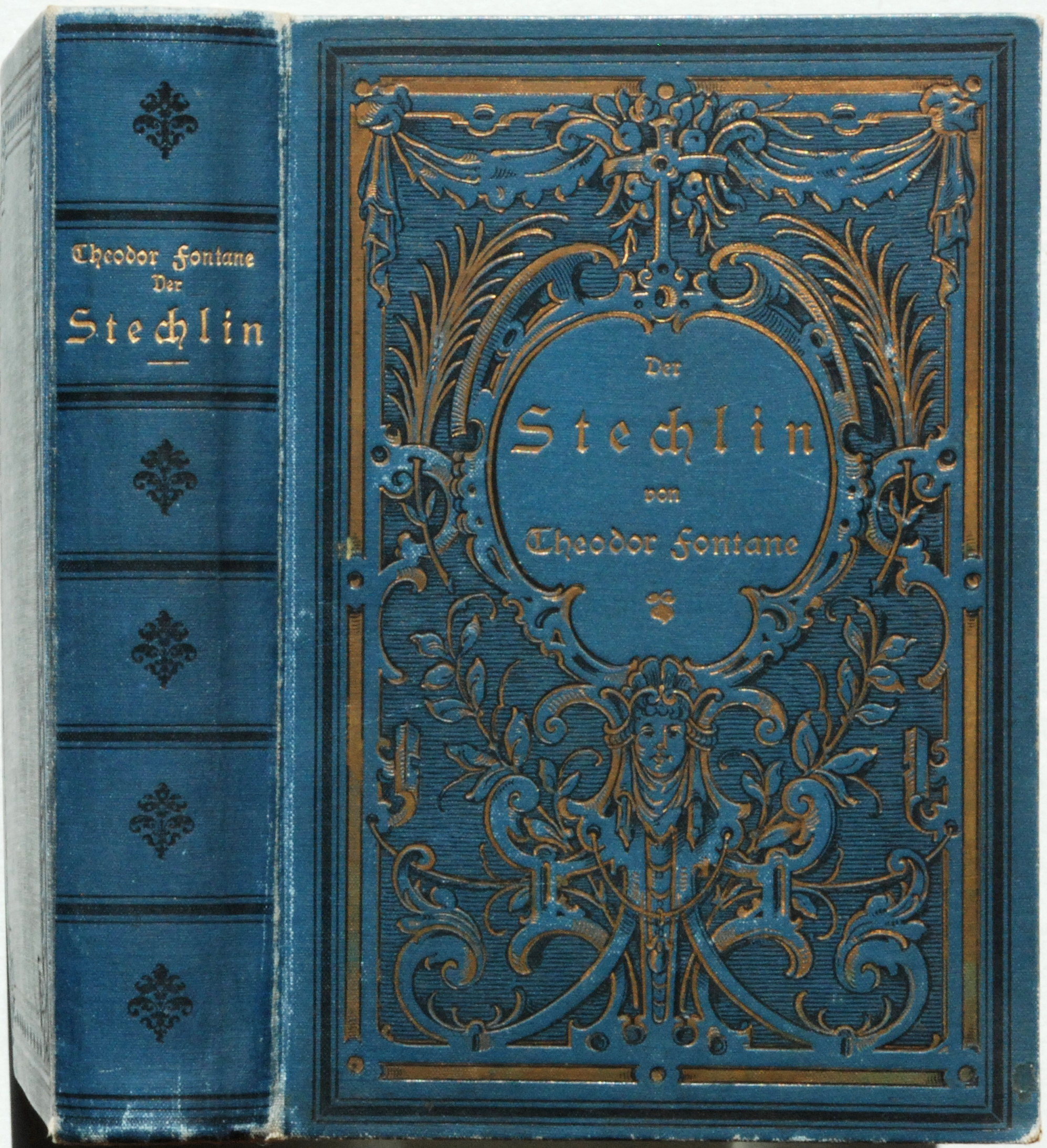
Typischer Verlagseinband des 19. Jahrhunderts

Der Verlagseinband (englisch publisher’s binding, französisch reliure d’éditeur) wurde im 19. Jahrhundert entwickelt und bezeichnet einen Bucheinband, der im Auftrag eines Verlags bzw. Verlegers in serieller Fertigung für eine ganze oder auch nur für einen Teil einer Auflage industriell hergestellt wird.
Die Bezeichnungen Verlagseinband bzw. Verlegereinband werden nicht konsequent verwendet. Hinsichtlich der automatisierten, industriellen Herstellungsart kann auch der Bezeichnung Maschineneinband im Gegensatz zu Handeinband verwendet werden. Für eine einheitliche Terminologie sollte „Verlagseinband“ für die industriell ab Mitte des 19. Jahrhunderts hergestellten Bücher benutzt werden.
Verlegereinband kann für die durch Handarbeit hergestellten von einem Verlag oder Verleger beauftragten Einbände benutzt werden. Dies tritt aber höchst selten auf und bedarf dann weiterer Erklärung.

## Entstehung
Das 19. Jahrhundert war in Europa von einer schnell voranschreitenden Industrialisierung geprägt, so auch die Herstellung von Druckwerken bzw. Büchern, beginnend mit der Erfindung der Schnellpresse durch Friedrich Koenig. Ein Großteil des rasant wachsenden Lesepublikums verlangte nach einer schnellen Befriedigung seines Lesebedürfnisses und damit nach fertig gebundenen Büchern. Bis zu diesem Zeitpunkt war es in der Regel so, dass der Käufer lediglich die bedruckten Bögen kaufte (die allenfalls durch einen Interimseinband provisorisch zusammengehalten waren) und sie im Anschluss nach seinen Vorstellungen binden ließ.
Im Zuge der sich verschärfenden Wettbewerbsbedingungen konnten es sich die Verlage nun aber nicht mehr leisten, den sich entwickelnden Wunsch nach einem „Fertigprodukt“ zu ignorieren. Ziel wurde es dementsprechend, in kürzester Zeit große Auflagen mit stabilen Gebrauchseinbänden für die breite Masse zu produzieren. Die Handbuchbinderei konnte dieser Nachfrage allerdings nicht mehr nachkommen, zumal die Preise niedrig gehalten werden mussten. Der maschinell hergestellte Einband war die logische Folge.
Im Zuge einer ökonomisch tragbaren Herstellung wurden nicht selten Serieneinbande verwendet, die für verschiedene Bücher den gleichen Einbandentwurf nutzen, so bei Schriftenreihen (auch Reihenausgaben) eines Verlags. Vor allem auch bei Kommissionsbuchhändlern, die von Verlagen Buchblöcke in großen Mengen gut verkäuflicher Titel erwarben und mit eigenen Entwürfen in Auftragsbuchbindereien binden ließen, wurde Serieneinbände genutzt.

## Handgefertigter Verlegereinband
Schon seit dem 15. Jahrhundert sind vereinzelte Fälle bekannt, in denen große Druckerverleger, wie beispielsweise Peter Schöffer oder Anton Koberger, für kostspielige Werke eigens Einbände in Serie fertigen ließen. Diese Handhabe konnte sich aber zunächst nicht durchsetzen, da sich über Bücher im Allgemeinen und kostbare, individuelle Einbände im Besonderen ein höheres Prestige vermitteln ließ. Trotzdem können diese Aufträge als Vorläufer des heutigen Verlagseinbands betrachtet werden.
Auch in bibliophilen Kreisen, wo der Handeinband heute noch gepflegt wird, wird in den meisten Fällen Wert auf die Einzigartigkeit der Ausstattung gelegt. Wird jedoch im Auftrag des Verlegers eine größere Partie in Handarbeit der Auflage identisch gebunden, wird auch hier von einem Verlegereinband gesprochen.

## Heutige Situation
Heute ist der Verlagseinband allgemein üblich. Jedes Buch einer Auflage ist in identischer Ausführung bei jedem Buchhändler erhältlich. Die Gestaltung der Einbände hat sich im Zuge dieser Entwicklung vom Buchbinder auf den Grafiker verlagert, so dass Herstellung und Design mittlerweile unabhängige Arbeitsbereiche sind.
Wurden im 19. Jahrhundert teilweise recht luxuriös gestaltete Verlagseinbände hergestellt, hat sich der gestalterische Aufwand heute auf den Schutzumschlag verlagert. Aufwendig gestaltete Verlagseinbände werden vergleichsweise nur noch selten, z. B. bei Publikationen aus dem Bereich Kunst oder Architektur hergestellt.
Persönlich motivierte Einbanddekorationen sind lediglich noch über kleine Privatpressen erhältlich.